# 陰陽師 (2020年のテレビドラマ)
『陰陽師』（おんみょうじ）は、2020年3月29日に、テレビ朝日系列の『日曜プライム』枠で放送された日本のテレビドラマ。スペシャルドラマとして放送。
原作は夢枕獏の小説『陰陽師 瀧夜叉姫』。主人公の安倍晴明は、佐々木蔵之介が演じる。
なお、放送枠は21:00 - 23:05（JST）だが、翌4月5日より放送枠が11分縮小されて22:54までの放送となるため、23:05までの放送はこれが最後。

## キャスト
- 安倍晴明 - 佐々木蔵之介（少年期：福崎那由他）
- 源博雅 - 市原隼人
- 如月 / 瀧子姫 - 剛力彩芽（幼少期：佐々木みゆ）
- 蘆屋道満 - 竹中直人
- 露子姫 - 本田望結
- 蜜虫 - 齋藤めぐみ
- 賀茂保憲 - 橋本じゅん
- 平貞盛 - 酒向芳
- 桔梗 - 笛木優子
- 俵藤太 - 国広富之
- 浄蔵 - 寺田農
- 平将門 - 菅田俊
- 祥仙（興世王） - 升毅
- 橘実之 - 金子昇
- 平維時 - 秋沢健太朗
- けら男 - 南出凌嘉
- 藤原忠平 - 九十九一
- 源経基 - 奥田達士
- 小野好古 - 川野太郎
- 賀茂忠行 - 大出俊
  - 佐野泰臣、畠山紫音、渡辺樹里、小結湊仁、山田幸伸、高槻祐士、千葉羽珠

## スタッフ
- 原作 - 夢枕獏
- 脚本 - 山本むつみ
- 監督 - 篠原哲雄
- 音楽 - GEN
- EDテーマ - WAVE「今夜は月が見えません」
- 撮影 - 上野彰吾
- VFX - 岡野正広
- 画コンテ - ユカワヨウスケ
- 陰陽道指導 - 高橋圭也
- 所作指導 - 西川箕乃助
- 龍笛指導 - 加藤道信
- 特殊メイク - 馮啓孝
- 特殊造型 - 森田由華
- アクションコーディネーター - 辻井啓伺
- ロケ協力 - 奥州市、えさし藤原の郷、黒石寺、平泉観光協会
- 技術協力 - ビデオフォーカス、サウンドライズ
- ポスプロ - オムニバス・ジャパン
- スタジオ - 東映東京撮影所
- チーフプロデューサー - 黒田徹也（テレビ朝日）
- プロデューサー - 髙野渉（テレビ朝日）、山田大作、中頭千廣
- 企画 - 古賀誠一
- 制作 - テレビ朝日、オスカープロモーション